# 香煙過濾嘴

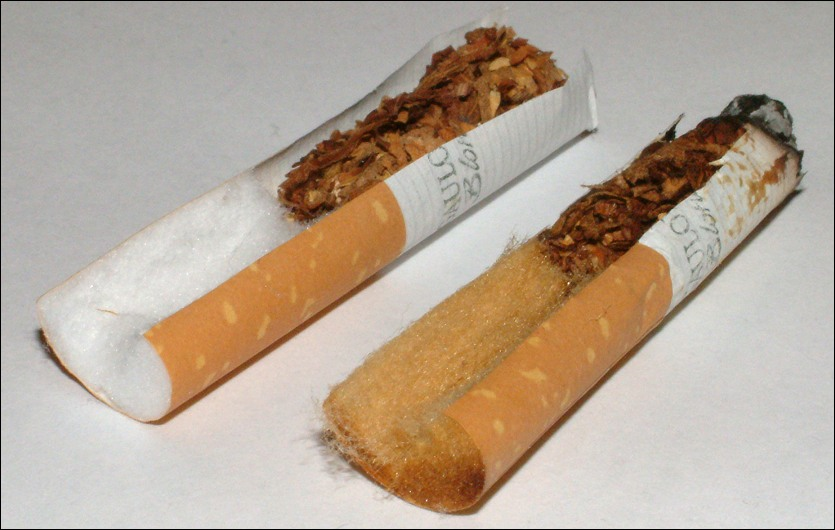
新菸和抽完的菸的過濾嘴

香煙過濾嘴用於減少吸菸時入口的煙霧、焦油和燃燒時產生的懸浮粒子，但是無法降低其健康危害。濾嘴也減少煙霧的刺激性，並避免吸菸者吸入菸葉。

## 歷史
1925年，鮑里斯·阿維阿斯在英國邦鄒紙業的Ortmann工廠實驗，申請了用皺紋紙和纖維素絮等製造香煙過濾嘴的專利。阿維阿斯從1927年起與邦鄒的子公司FILTRONIC合作生產香煙過濾嘴，但由於缺乏生產帶過濾嘴香煙的機械，市場接受率較低。
1935年，一家英國公司開始開發給香煙裝過濾嘴的機器。到1954年，製造商更廣泛地引入了該機器，此後醫生和研究者們發表了一系列肺部疾病與吸煙可能有關的研究結果，過濾嘴開始受到重視。由於當時錯誤的將過濾嘴香煙視為“較安全”，20世紀60年代起它們佔據了市場主導地位。
傳統的過濾嘴香煙的過濾嘴用木塞色。近來亦有些廠商採用白色菸嘴。白色的菸嘴也可以用來表示一種英國的薄荷型捲菸和美國的輕型捲菸。
現在大多數工廠製造的香煙都配備了過濾嘴，自己捲菸的人亦可以在煙草商買到。

## 製造

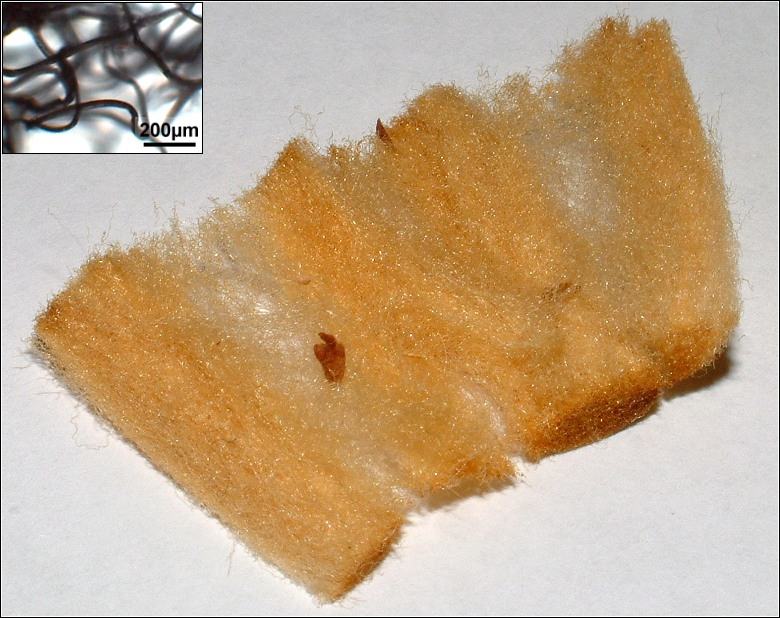
一支抽完的菸的過濾嘴的材料

製造香煙過濾嘴的原料是取自木材的纖維素。纖維素乙酰化（即使之成為醋酸纖維素或簡稱“醋酸”的材料）、溶解之後，分離為連續成束排列的合成纖維，稱為絲束。纖維素基於其化學和物理過程，為一種雙乙酸鈉取代（實際取代範圍2.35 - 2.55）纖維素。絲束經打開、增塑、定形，裁剪成過濾器大小。
20世紀50年代初，肯特牌香煙使用青石棉（Micronite）作為過濾嘴的一部分。石棉纖維耐熱，不溶且可形成非常細的纖維，但已被證明吸入會導致肺癌。其他過濾器的變化如雲雀香煙，其特點是填充活性炭顆粒。

## 淡型香煙
在淡型香煙和一些全味香煙裡，過濾嘴做成微小的孔來阻擋空氣中的煙霧，因此吸入的煙霧中含有較少的焦油和尼古丁。直覺上看，這應該使其比全味的“安全”。然而在實踐中，吸煙者普遍通過更深地吸入或用手指或嘴唇遮住孔部獲得補償。因此與中等焦油捲菸相比，淡型香煙的吸煙者容易吸收到等量甚至更多的致癌物質和焦油。

## 改變致癌部位
从二十世纪六十年代开始，恶性肿瘤在肺部（肺癌）的发病率相对于其他部位开始上升。这部分是因为香烟过滤嘴的引入：过滤嘴滤除了烟雾中的大部分颗粒，减少了大呼吸道中的可吸入物沉积，但是吸烟者必须更深地吸气来获取相同数量的尼古丁，增加了细小呼吸道中的沉积，并引发恶性肿瘤，使得肺部恶性肿瘤的发病率不断上升。

## 處置

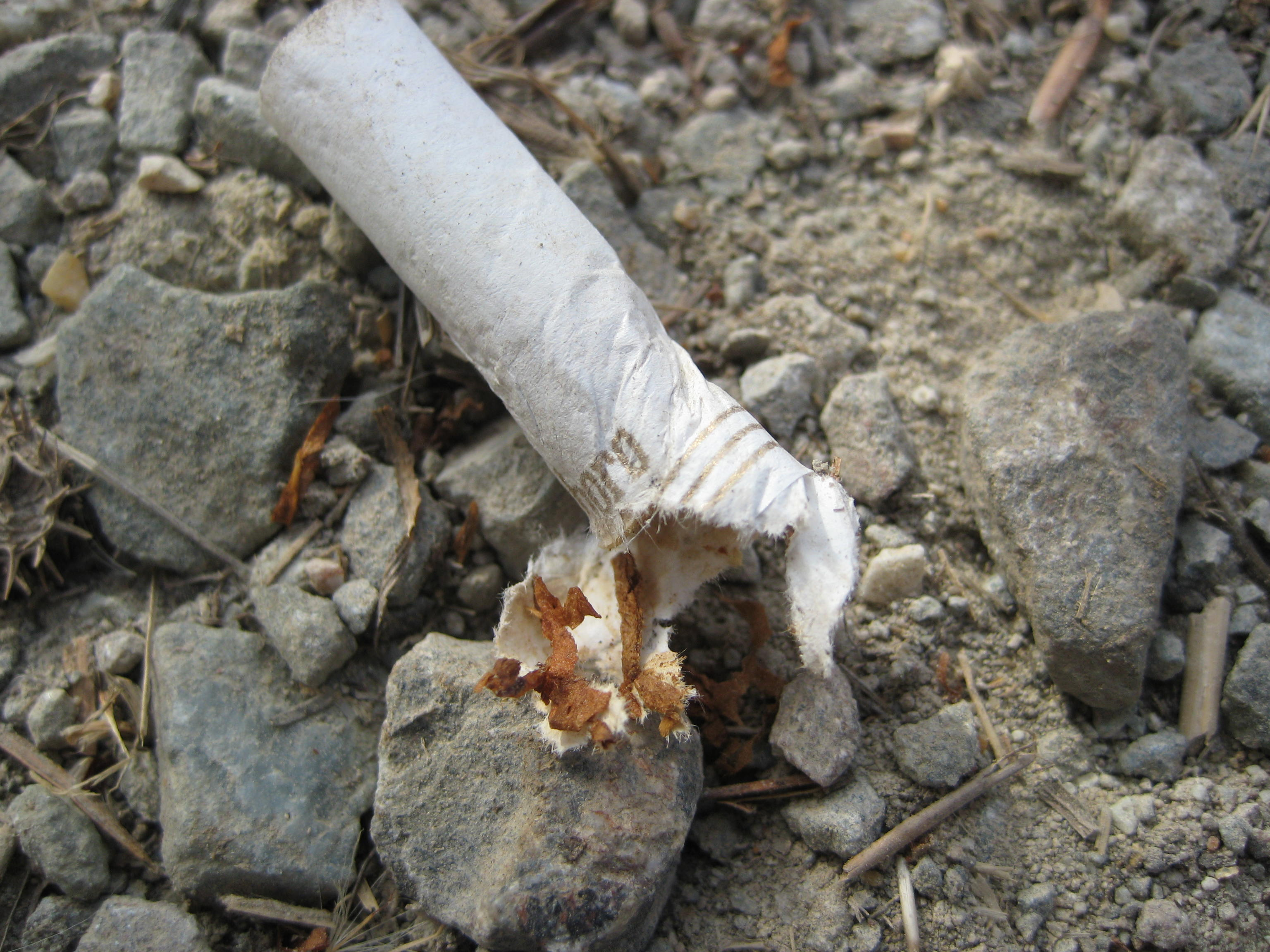
一支亂丟的煙頭

大多數香煙過濾嘴由醋酸纖維素製成。依不同條件，它們降解所需的推定時間從英美煙草公司的1個月-3年 到10-15年不等。 其對生物降解的抗力會造成環境破壞和可能的肺部損害。2006年國際海岸清潔運動中，香煙和煙蒂達收集的垃圾收集項總數的24.7％，超過任何其他類別的項目兩倍。